# Lokve
Lokve su općina u Hrvatskoj. Nalazi se u Primorsko-goranskoj županiji.

## Zemljopis
Lokve se nalaze u Gorskom kotaru, na pola puta između Delnica (udaljene oko 6 km) i Fužina. Smještene su na raskrižju puteva spomenutih mjesta te Crnog Luga na sjeveru i Mrkoplja (udaljen 13 km)na istoku.
Uz selo protječe rječica Lokvarka, a u neposrednoj blizini je i Lokvarsko jezero.
Lokve su smještene su u udolini okružene vrhovima: Ponikvarski vrh (844 mnm), Oštrac (931 mnm) na sjeveru, istočno je Sopački vrh (974 mnm), južno su Bukovac (985 mnm) i Špičunak (1023 mnm). Na zapadu se ponad Lokvarskog jezera uzdiže Sljeme (1071 mnm).
Kraj ulaza u Lokve, s delničke strane, je špilja Lokvarka. To je najdublja špilja u Hrvatskoj koja je otvorena za posjetitelje.
Općina Lokve osim istoimenog mjesta obuhvaća još 6 naselja. To su:
- Lokve – 464 stanovnika
- Homer – 225 stanovnika
- Lazac Lokvarski – 18 stanovnika
- Mrzla Vodica – 14 stanovnika
- Sleme – 88 stanovnika
- Sopač – 27 stanovnika
- Zelin Mrzlovodički – 14 stanovnika

## Stanovništvo
Lokve su, kao i čitav Gorski kotar već više od stotinu godina izrazito emigracijsko područje, a dugotrajna emigracija dovela je do snažne depopulacije. Iako Lokve nisu toliko izrazito depopulacijsko naselje kao većina naselja u Gorskome kotaru, ipak je 659 stanovnika popisanih 2001. g. najmanji broj žitelja toga naselja od kada se vrše službena mjerenja 1857. g.
U drugoj polovici 19. st. broj stanovnika bio je u porastu, s 1123 žitelja 1857. g. na 1442 stanovnika 1890. g. Tim je popisom iz 1890. g. ujedno zabilježen i najveći broj stanovnika Lokava. Nakon toga slijedi period pada, 1921. g. 1181 stanovnik, pa razdoblje stagnacije do popisa 1953. g. (1106 stanovnika). Posljednjih 60-ak godina razdoblje je velikog pada ukupnog broja stanovnika.
Identična su razdoblja karakteristična za kretanje broja stanovnika čitave općine Lokve. Prvim popisom 1857. g. popisano je 2070 žitelja, 1890. g. maksimalnih 2363 stanovnika, nakon čega slijedi pad pa period stagnacije, 1961. g. 1850 žitelja, i na posljetku 50-ogodišnje razdoblje pada broja stanovnika.
| broj stanovnika | 2070  | 2061  | 2278  | 2363  | 2007  | 1972  | 2152  | 2087  | 1762  | 2516  | 1850  | 1522  | 1290  | 1255  | 1120  | 1049  | 850   |
|                 | 1857. | 1869. | 1880. | 1890. | 1900. | 1910. | 1921. | 1931. | 1948. | 1953. | 1961. | 1971. | 1981. | 1991. | 2001. | 2011. | 2021. |

| broj stanovnika | 1123  | 1231  | 1430  | 1442  | 1131  | 1022  | 1181  | 1050  | 989   | 1106  | 960   | 848   | 741   | 748   | 659   | 584   | 464   |
|                 | 1857. | 1869. | 1880. | 1890. | 1900. | 1910. | 1921. | 1931. | 1948. | 1953. | 1961. | 1971. | 1981. | 1991. | 2001. | 2011. | 2021. |

## Povijest
Oslanjajući se na prvi pisani spomen – isprava Kraljevskog suda Matije Korvina od 24. veljače 1481. godine kojoj se oslobađaju plaćanja daće (maltarine) trgovci u pronalaženju imanjima "u Lukovdolu, Moravicama, Delnicama, Lokvama, Brodu, Hreljinu i Vrbovskom", može se zaključiti da Lokve postoje već od tada kao naseljeni i izgrađeni dio Gorskog kotara.
Lokve se spominju i u imovinskoj parnici Urlicha Celjskog i Frankopana još 1432. u knjizi "Gorski kotar i Vinodol" Emilija Laszowskog, u latinskom obliku Loque.
Prema R. Strohalovom kazivanju poseban zamah razvoju uopće u smjeru svoga kretanja dala je cesta, Lujzinska cesta, koja je morala spojiti grad Karlovac s Jadranskim morem. Uz cestu su nicale kuće i sela: Srednji Jarak, Homer, Zajez, Artić, Mala Voda, Lokve – spominje Strohal navodeći dalje da su Frankopani na lokvarskim rječicama Velika i Mala Voda imali pilane i mlinove. 
Poslije stradanja Frankopana, Lokve dolaze pod upravu Ugarske i baruna Franje Rigonija. Lokve u to vrijeme imaju pilanu na željezni kotač sa zupcima za rezanje dasaka.
Poslije prolaska ceste 1805. doseljenici podižu lijepe kuće, većinom jednokatne, uglavnom prema moru kreće trgovina drvenom građom. Lokve dobivaju lijepa konačišta, a na osamama; Sopaču, Maloj Vodi, Mrzloj Vodici, Osoju, Društvo Lujzinske ceste (distrikt) podiže svratišta (štacije) za prolaznike. Lokve te godine imaju 62 kuće i 481 stanovnika, tu su već i prve crkvene građevine – kapelice u Mrzloj Vodici i u Lokvama – 1857. župnik Josip Mrzljak osniva trorazrednu pučku školu.
Lokve su uz prvotne došljake iz Primorja naseljavali početkom 19. stoljeća žitelji iz Delnica, Mrkoplja, Fužina, Gerova, te i danas egzistiraju njihova prezimena: Pleše, Majnarić, Ožanić, Mihelčić, Bolf, Grgurić, Jurković, Briški, Gašparac, Radošević, Crnković, Štanfelj, Tomac, Čop.

## Gospodarstvo
Lokvarci su bili drvari, šumari, rudari, staklari i poljodjelci. Najviše njih ogledalo se u tim proizvodnjama pa osvrtanje na to područje započinjem upravo tu i tim slijedom. 
Lokve imaju značajno mjesto u povijesti pilanarstva baš u vremenu frankopansko-zrinskom. 1685. godine Ugarska komora taj zaplijenjeni posjed daje u zakup brunu Franji Rigoniju: već tada lokvarska pilana ima kružnu pilu koja će u Engleskoj biti patentirana tek devedeset godina kasnije. S obzirom na takav tehnički napredak pretpostavka je da Lokve, kao jedno od najstarijih goranskih naselja spomenutih još 1481. godine, imaju pilanu i ranije. Kasnije se spominju parne pilane i pilane vodenice, između 1830. i 1893. Lokve imaju sedam pilana vodenica i jednu parnu pilanu.
U početku, jedne i druge pilane imaju isti godišnji učinak piljenica, u odmicanju vremena pratimo revolucionarno tehničko-tehnološki razvitak, pilanari u parnim pilanama ostvaruju veći dobitak pa se sve više kapitala tog vremena uključuje u ostvarivanje novih parnih pilana. Izgradnja željezničke pruge goranskom pilanarstvu otvara neslućene mogućnosti povećane i tražene proizvodnje.
Poslije II. Svjetskog rata osnovana je goransko-primorska industrija drva (Goprid) Delnice, istovremeno u sastavu Goprid osnovano je zemljišno-šumsko poduzeće Hrvatske Podružnica Delnice – manipulacija Lokve, koja vrši eksploataciju šuma tj. sječu i izradu oblovine i prostornog drva.

## Poznate osobe
- Rudolf Strohal, istaknuti hrvatski jezikoslovac

## Spomenici i znamenitosti
Lokvarsko jezero
Park-šuma Golubinjak.
Muzej Žaba
Kuća prirode
Kalvarija
Zavičajna zbirka
Mrzlovodičko jezero

## Obrazovanje
- OŠ Rudolfa Strohala

## Kultura
- Goranska kiparska kolonija

## Šport
- NK Risnjak Lokve
- ŠRK Lokvarka – ribolovno društvo
- Planinarsko društvo "Špičunak"
- Biciklistički klub Lokve
- Orijentacijski klub Lokve